# Eleição municipal de Mossoró em 2012
A eleição municipal de Mossoró em 2012 ocorreu em 7 de outubro de 2012. A prefeita era Fafá Rosado, do DEM, que terminaria seu mandato em 1 de janeiro de 2013. Cláudia Regina, do DEM, foi eleita prefeita de Mossoró para o seu primeiro mandato.

## Resultado da eleição para prefeito

### Primeiro turno
| Candidatos a prefeito | Candidatos a vice-prefeito  | Número | Coligação                                                                                  | Votação | Percentual |
| --------------------- | --------------------------- | ------ | ------------------------------------------------------------------------------------------ | ------- | ---------- |
| Cláudia Regina DEM    | Wellington Dias PMDB        | 25     | Força do Povo (DEM, PMDB, PSL, PTN, PSC, PR, PMN, PV, PSDB)                                | 68.604  | 50,90%     |
| Larissa Rosado PSB    | Josivan Barbosa PT          | 40     | Mossoró Mais Feliz (PSB, PT, PRB, PP, PDT, PTB, PPS, PHS, PTC, PRP, PPL, PSD, PCdoB,PTdoB) | 63.309  | 46,97%     |
| Josue Moreira PSDC    | Jose Marle PSDC             | 27     | Sem Coligação                                                                              | 1.932   | 1,43%      |
| Cinquentinha PSOL     | Rilza Pereira Carvalho PSOL | 50     | Sem Coligação                                                                              | 948     | 0,70%      |
| Edinaldo Calixto PRTB | Alcilene Fernandes PRTB     | 28     | Sem Coligação                                                                              | 0       | 0%         |